# NEWZ Bangla
NEWZ Bangla is een Bengaals dagblad, dat uitgegeven wordt in Kolkata, in de Indiase deelstaat West-Bengalen. Het verscheen voor het eerst op 30 november 2009 als avondblad, sinds 23 januari 2011 is het een ochtendkrant. De hoofdredacteur is Anup Dhar (2013).